# Джиджітка чагарникова
Джиджі́тка чагарникова (Zavattariornis stresemanni) —  вид горобцеподібних птахів родини воронових (Corvidae). Ендемік Ефіопії. Вид названий на честь німецького орнітолога Ервіна Штреземана. Це єдиний представник монотипового роду Чагарникова джиджітка (Zavattariornis).

## Морфологічні особливості
Чагарникова джиджітка досягає довжини 30 см і важить 130 грамів. Загальне забарвлення синювато-сірувате. Горло і груди кремового кольору, а махові пера і хвіст чорні. Кінчики пір'я коричнюваті. Самці та самиці схожі, молоді птахи трохи брудніші за кольором. Райдужина коричнева, а очі оточені світло-блакитною смугою голої шкіри обличчя. Дзьоб і ноги чорні. Це дуже голосний вид, особливо під час пошуку їжі.

## Поширення
Чагарникова джиджітка поширена в районі навколо Ябелло, Ареро та Мега на півдні Ефіопії, 1300–1800 м. Частина ареалу виду включає колишній заповідник дикої природи Ябелло, який нещодавно перетворено на національний парк Ябелло. Він має дуже обмежене поширення. Схоже, що територія проживання виду визначається унікальною кліматичною зоною, яка є більш прохолодною, сухою та більш сезонною, ніж навколишня територія. У межах цього обмеженого кліматичного вікна він сприяє паркоподібному ландшафту пасовищ, що перемежовуються високою рослинністю. Вид зустрічається у відкритих напівпосушливих районах короткотравної савани з розкиданими кущами акації.

## Спосіб життя
Харчується здебільшого членистоногими і поза сезоном розмноження є стадним. В основному живиться, добуваючи лялечок і личинок з грунту або з-під гною великої рогатої худоби; однак він також харчується літаючими комахами, такими як лускокрилі, і може шукати личинок у гнилих гілках і вибирати паразитів з худоби. Розмноження відбувається між березнем і червнем у відповідь на основний сезон дощів, але також було зареєстровано в жовтні/листопаді під час менших дощів. Вид розмножується спільно принаймні з однією, але, можливо, з чотирма особинами, які не входять до пари, кожна з яких може допомагати більш ніж одній гніздовій парі. Звичайне гніздування знаходиться на вершині куща акації (2.5-15 м заввишки; середня 8.9 м), але нещодавно гнізда були зареєстровані на двох штучних спорудах; телеграфний стовп і електрична опора — на 25 м, найвище зареєстроване гніздо. Гніздо — міцна структура гілок акації, що зв'язується послідом, що створює термічно стабільне середовище. Розмір кладки до шести яєць. 

## Збереження
МСОП класифікує цей вид як такий, що перебуває ід загрозою зникнення. За оцінками дослідників, популяція чагарникових джиджіток становить від 10 до 20 тисяч дорослих птахів. Їм загрожує знищення продного середовища.